# Quận Cass, Nebraska
Quận Cass là một quận thuộc tiểu bang Nebraska, Hoa Kỳ.
Quận này được đặt tên theo. Theo điều tra dân số của Cục điều tra dân số Hoa Kỳ năm 2000, quận có dân số 24.334 người. Quận lỵ đóng ở Plattsmouth6. Đây là một trong 5 quận của Nebraska trong vùng đô thị 8 quận.

## Địa lý
Theo Cục điều tra dân số Hoa Kỳ, quận có diện tích 566 dặm vuông Anh (1.465,9 km2), trong đó có 7 dặm vuông Anh (18,1 km2) là diện tích mặt nước.

### Quận giáp ranh
- Quận Sarpy, Nebraska - bắc
- Quận Mills, Iowa - đông bắc
- Quận Fremont, Iowa - đông nam
- Quận Otoe, Nebraska - nam
- Quận Lancaster, Nebraska - tây
- Quận Saunders, Nebraska - tây bắc